# ميشيل هومبيرتو لوبيز
ميشيل هومبيرتو لوبيز (بالإسبانية: Michel Humberto López)‏ هو لاعب كرة قدم مكسيكي، ولد في 29 سبتمبر 1993.